# DSA-160
La DSA-160 es una carretera perteneciente a la Red Primaria de la Diputación Provincial de Salamanca que une la localidad de Horcajo Medianero con la carretera SA-104.

## Recorrido
La carretera DSA-160 tiene su origen en Horcajo Medianero en la intersección con la carretera CL-510 y termina en la intersección con la carretera SA-104 en Cespedosa de Tormes formando parte de la Red de carreteras de Salamanca.
Además de esta localidad, también pasa por Revalbos, Armenteros, Íñigo Blasco, Navahombela y La Tala.
| Horcajo Medianero (Intersección con ) - Cespedosa de Tormes (Intersección con ) | Horcajo Medianero (Intersección con ) - Cespedosa de Tormes (Intersección con ) | Horcajo Medianero (Intersección con ) - Cespedosa de Tormes (Intersección con ) | Horcajo Medianero (Intersección con ) - Cespedosa de Tormes (Intersección con ) | Horcajo Medianero (Intersección con ) - Cespedosa de Tormes (Intersección con ) | Horcajo Medianero (Intersección con ) - Cespedosa de Tormes (Intersección con ) | Horcajo Medianero (Intersección con ) - Cespedosa de Tormes (Intersección con ) | Horcajo Medianero (Intersección con ) - Cespedosa de Tormes (Intersección con ) | Horcajo Medianero (Intersección con ) - Cespedosa de Tormes (Intersección con ) | Horcajo Medianero (Intersección con ) - Cespedosa de Tormes (Intersección con ) | Horcajo Medianero (Intersección con ) - Cespedosa de Tormes (Intersección con ) |
| Esquema                                                                         | PK                                                                              | Sentido Cespedosa de Tormes                                                     | Sentido Cespedosa de Tormes                                                     | Sentido Cespedosa de Tormes                                                     | Sentido Cespedosa de Tormes                                                     | Sentido Horcajo Medianero                                                       | Sentido Horcajo Medianero                                                       | Sentido Horcajo Medianero                                                       | Sentido Horcajo Medianero                                                       | Incidencias                                                                     |
| Esquema                                                                         | PK                                                                              | Velocidad                                                                       | Elemento                                                                        | Salida                                                                          | Salida                                                                          | Salida                                                                          | Salida                                                                          | Elemento                                                                        | Velocidad                                                                       | Incidencias                                                                     |
| Esquema                                                                         | PK                                                                              | Velocidad                                                                       | Elemento                                                                        | Dir.                                                                            | Nombre                                                                          | Nombre                                                                          | Dir.                                                                            | Elemento                                                                        | Velocidad                                                                       | Incidencias                                                                     |
| ------------------------------------------------------------------------------- | ------------------------------------------------------------------------------- | ------------------------------------------------------------------------------- | ------------------------------------------------------------------------------- | ------------------------------------------------------------------------------- | ------------------------------------------------------------------------------- | ------------------------------------------------------------------------------- | ------------------------------------------------------------------------------- | ------------------------------------------------------------------------------- | ------------------------------------------------------------------------------- | ------------------------------------------------------------------------------- |
|                                                                                 | 0,0                                                                             |                                                                                 |                                                                                 | Piedrahíta                                                                      | Piedrahíta                                                                      | Piedrahíta                                                                      |                                                                                 |                                                                                 |                                                                                 |                                                                                 |
| Alba de Tormes Salamanca                                                        | 0,0                                                                             |                                                                                 |                                                                                 |                                                                                 |                                                                                 |                                                                                 |                                                                                 |                                                                                 |                                                                                 |                                                                                 |
|                                                                                 | 4,9                                                                             |                                                                                 |                                                                                 | REVALBOS                                                                        | REVALBOS                                                                        | REVALBOS                                                                        | REVALBOS                                                                        |                                                                                 |                                                                                 |                                                                                 |
|                                                                                 | 5,6                                                                             |                                                                                 |                                                                                 | REVALBOS                                                                        | REVALBOS                                                                        | REVALBOS                                                                        | REVALBOS                                                                        |                                                                                 |                                                                                 |                                                                                 |
|                                                                                 | 7,3                                                                             |                                                                                 |                                                                                 | ARMENTEROS                                                                      | ARMENTEROS                                                                      | ARMENTEROS                                                                      | ARMENTEROS                                                                      |                                                                                 |                                                                                 |                                                                                 |
|                                                                                 | 7,4                                                                             |                                                                                 |                                                                                 |                                                                                 | Cespedosa de Tormes Galinduste                                                  | Cespedosa de Tormes Galinduste                                                  |                                                                                 |                                                                                 |                                                                                 |                                                                                 |
|                                                                                 | 7,4                                                                             | Gallegos de Solmirón Mercadillo                                                 |                                                                                 |                                                                                 |                                                                                 |                                                                                 |                                                                                 |                                                                                 |                                                                                 |                                                                                 |
|                                                                                 | 7,4                                                                             | Horcajo Medianero Revalbos                                                      |                                                                                 |                                                                                 |                                                                                 |                                                                                 |                                                                                 |                                                                                 |                                                                                 |                                                                                 |
|                                                                                 | 7,6                                                                             |                                                                                 |                                                                                 |                                                                                 | Cespedosa de Tormes                                                             | Cespedosa de Tormes                                                             |                                                                                 |                                                                                 |                                                                                 |                                                                                 |
|                                                                                 | 7,6                                                                             | Galinduste                                                                      |                                                                                 |                                                                                 |                                                                                 |                                                                                 |                                                                                 |                                                                                 |                                                                                 |                                                                                 |
|                                                                                 | 7,6                                                                             | Horcajo Medianero Revalbos Gallegos de Solmirón                                 |                                                                                 |                                                                                 |                                                                                 |                                                                                 |                                                                                 |                                                                                 |                                                                                 |                                                                                 |
|                                                                                 | 7,9                                                                             |                                                                                 |                                                                                 | ARMENTEROS                                                                      | ARMENTEROS                                                                      | ARMENTEROS                                                                      | ARMENTEROS                                                                      |                                                                                 |                                                                                 |                                                                                 |
|                                                                                 | 9,4                                                                             |                                                                                 |                                                                                 | IÑIGO BLASCO                                                                    | IÑIGO BLASCO                                                                    | IÑIGO BLASCO                                                                    | IÑIGO BLASCO                                                                    |                                                                                 |                                                                                 |                                                                                 |
|                                                                                 | 9,9                                                                             |                                                                                 |                                                                                 | IÑIGO BLASCO                                                                    | IÑIGO BLASCO                                                                    | IÑIGO BLASCO                                                                    | IÑIGO BLASCO                                                                    |                                                                                 |                                                                                 |                                                                                 |
|                                                                                 | 12,0                                                                            |                                                                                 |                                                                                 | NAVAHOMBELA                                                                     | NAVAHOMBELA                                                                     | NAVAHOMBELA                                                                     | NAVAHOMBELA                                                                     |                                                                                 |                                                                                 |                                                                                 |
|                                                                                 | 12,6                                                                            |                                                                                 |                                                                                 | NAVAHOMBELA                                                                     | NAVAHOMBELA                                                                     | NAVAHOMBELA                                                                     | NAVAHOMBELA                                                                     |                                                                                 |                                                                                 |                                                                                 |
|                                                                                 | 16,2                                                                            |                                                                                 |                                                                                 | LA TALA                                                                         | LA TALA                                                                         | LA TALA                                                                         | LA TALA                                                                         |                                                                                 |                                                                                 |                                                                                 |
|                                                                                 | 17,2                                                                            |                                                                                 |                                                                                 | LA TALA                                                                         | LA TALA                                                                         | LA TALA                                                                         | LA TALA                                                                         |                                                                                 |                                                                                 |                                                                                 |
|                                                                                 | 22,4                                                                            |                                                                                 |                                                                                 | Cespedosa de Tormes                                                             | Cespedosa de Tormes                                                             | Cespedosa de Tormes                                                             | Cespedosa de Tormes                                                             |                                                                                 |                                                                                 |                                                                                 |
|                                                                                 | 24,7                                                                            |                                                                                 |                                                                                 |                                                                                 | Guijuelo                                                                        | Guijuelo                                                                        | Guijuelo                                                                        |                                                                                 |                                                                                 |                                                                                 |
|                                                                                 | 24,7                                                                            | Cespedosa de Tormes Piedrahíta                                                  |                                                                                 |                                                                                 |                                                                                 |                                                                                 |                                                                                 |                                                                                 |                                                                                 |                                                                                 |